# Kalinowka (Kaliningrad, Gurjewsk)
Kalinowka (russisch Калиновка, deutsch Rodmannshöfen) ist ein Ort in der russischen Oblast Kaliningrad. Er gehört zur kommunalen Selbstverwaltungseinheit Stadtkreis Gurjewsk im Rajon Gurjewsk.

## Geographische Lage
Kalinowka liegt am Nordostufer des osero Tschisty Prud (Lauther Mühlenteich) und ist über Saosjorje (Lapsau) zu erreichen. Eine Bahnanbindung besteht nicht.

## Geschichte
Das bis 1946 Rodmannshöfen genannte Gutsdorf war zwischen 1874 und 1945 in den Amtsbezirk Bulitten (heute russisch: Awandgardnoje) eingegliedert und gehört zum Landkreis Königsberg (Preußen) (1939 bis 1945 Landkreis Samland) im Regierungsbezirk Königsberg der preußischen Provinz Ostpreußen. Am 14. Mai 1886 wurde der Nachbarort Tharaunenkrug (russisch: Saosjorje) eingemeindet.
Im Jahre 1910 waren in Rodmannshöfen 105 Einwohner gemeldet. Am 30. September 1928 verlor Rodmannshöfen seine Eigenständigkeit und wurde nach Bulitten (Awangardnoje) eingemeindet.
1945 kam Rodmannshöfen mit dem nördlichen Ostpreußen zur Sowjetunion. Im Jahr 1950 erhielt der Ort die russische Bezeichnung Kalinowka und wurde gleichzeitig vermutlich dem Dorfsowjet Saosjorski selski Sowet im Rajon Gurjewsk zugeordnet. Später gelangte der Ort in den Nisowski selski Sowet. Von 2008 bis 2013 gehörte Kalinowka zur Landgemeinde Nisowskoje selskoje posselenije und seither zum Stadtkreis Gurjewsk.

## Kirche
Vor 1945 war das überwiegend evangelische Rodmannshöfen in das Kirchspiel Neuhausen (heute russisch: Gurjewsk) eingepfarrt und gehörte somit zum Kirchenkreis Königsberg-Land II in der Kirchenprovinz Ostpreußen der Kirche der Altpreußischen Union. Letzter deutscher Geistlicher war Pfarrer Herbert Schott. Heute ist Kalinowka zur Auferstehungskirchengemeinde in Kaliningrad (Königsberg) hin orientiert. Sie gehört zur Propstei Kaliningrad der Evangelisch-lutherischen Kirche Europäisches Russland (ELKER).